# بول كافاناغ
بول كافاناغ (بالإنجليزية: Paul Cavanagh)‏ هو ممثل بريطاني، ولد في 8 ديسمبر 1888 في المملكة المتحدة، وتوفي في 15 مارس 1964 بلندن في المملكة المتحدة بسبب نوبة قلبية.

## أعمال

### أفلام
- (1944) المخلب القرمزي
- (1944) المرأة في الأخضر
- (1945) بيت الخوف
- (1953) بيت الشمع
- (1954) ليلة كازانوفا الكبيرة
- (1956) ديان

## وصلات خارجية
- بول كافاناغ على موقع IMDb (الإنجليزية)
- بول كافاناغ على موقع ألو سيني (الفرنسية)
- بول كافاناغ على موقع تيرنر كلاسيك موفيز (الإنجليزية)
- بول كافاناغ على موقع أول موفي (الإنجليزية)
- بول كافاناغ على موقع قاعدة بيانات برودواي على الإنترنت (الإنجليزية)
- بول كافاناغ على موقع قاعدة بيانات الأفلام السويدية (السويدية)
- بول كافاناغ على موقع إن إن دي بي (الإنجليزية)
- بول كافاناغ على موقع قاعدة بيانات الفيلم (الإنجليزية)
- بول كافاناغ على موقع كينوبويسك (الروسية)